# D.P.A. Mini
D.P.A. Mini é uma série de animação via streaming brasileira criada por Flávia Lins e Silva e é uma versão de animação em chibi da série original Detetives do Prédio Azul. Foi produzida pela Copa Studio para o canal infantil Gloobinho através do serviço de streaming Globoplay, estreou na plataforma em 2 de dezembro de 2023 e na TV paga em 4 de dezembro do mesmo ano com a exibição de 2 episódios por dia.

## Sinopse
Baseado na série original, uma série de animação para a criançada onde Max, Flor, Zeca, Berenice e Brisa brincam e investigam mistérios pelo Prédio Azul!

## Elenco de voz
| Personagem  | Voz original      |
| ----------- | ----------------- |
| Zeca        | Luciana Ramanzini |
| Max         | Driana Ribeiro    |
| Flor        | Nina Carvalho     |
| Berenice    | Nany Assis        |
| Brisa       | Letícia Celini    |
| Prédio Azul | Fernando Mendonça |

## Episódios
| N.º geral | N.º na temp. | Título                       | Lançamento original   | Exibição original      |
| --- | ------------ | ---------------------------- | --------------------- | ---------------------- |
| 1 | 1            | "O Aniversário da Brisa"     | 2 de dezembro de 2023 | 4 de dezembro de 2023  |
| O aniversário de Brisa chegou! Mas Brisa não gosta de nenhum presente. Após dar uma pista do que ela quer, os detetives começam uma investigação para encontrar o presente perfeito!      |              |                              |                       |                        |
| 2 | 2            | "Pegadas Misteriosas"        | 2 de dezembro de 2023 | 4 de dezembro de 2023  |
| A Berenice sumiu, e tudo o que restou foram pegadas misteriosas… Será que elas traçam o caminho até onde ela está? Brisa se junta com os detetives para investigar!                       |              |                              |                       |                        |
| 3 | 3            | "O Varal"                    | 2 de dezembro de 2023 | 5 de dezembro de 2023  |
| Quando os detetives vão vestir suas capas de detetive, percebem que elas sumiram! E agora? Berenice e Brisa ajudam os detetives nesta investigação, enquanto Zeca guarda um segredo.      |              |                              |                       |                        |
| 4 | 4            | "Rabiscos No Prédio"         | 2 de dezembro de 2023 | 5 de dezembro de 2023  |
| Os detetives vão para o pátio do Prédio e percebem que ele está todo rabiscado! O trio descobre que os gizes ganharam vida e estão rabiscando tudo! O que será que aconteceu?             |              |                              |                       |                        |
| 5 | 5            | "Sorvete"                    | 2 de dezembro de 2023 | 6 de dezembro de 2023  |
| Em um dia de muito calor, os detetives decidem tomar um sorvete, mas ele está todo congelado. Eles investigam o que podem fazer para derreter o gelo mais rápido.                         |              |                              |                       |                        |
| 6 | 6            | "Dragão Sem Asas"            | 2 de dezembro de 2023 | 6 de dezembro de 2023  |
| As asas do boneco de dragão do Max desapareceram! Como o boneco continuará a ser um dragão sem suas asas? Os detetives colocam suas capas e começam uma nova investigação!                |              |                              |                       |                        |
| 7 | 7            | "Amigos Imaginários"         | 2 de dezembro de 2023 | 7 de dezembro de 2023  |
| Zeca está muito animado preparando uma festa no pátio. Quando seu amigo chega, Max e Flor se espantam: não tem ninguém lá. Eles investigam que é esse amigo misterioso.                   |              |                              |                       |                        |
| 8 | 8            | "Passarinho"                 | 2 de dezembro de 2023 | 7 de dezembro de 2023  |
| Os detetives encontram um passarinho pequeno sozinho em seu ninho e partem em uma investigação para encontrar o paradeiro de sua mãe.                                                     |              |                              |                       |                        |
| 9 | 9            | "Monstro do Armário"         | 2 de dezembro de 2023 | 8 de dezembro de 2023  |
| Quando Brisa busca um cobertor para Berenice no armário, descobre que há um monstro misterioso dentro dele! Quem é ele? Tudo o que conseguem ver são dois olhos gigantes!                 |              |                              |                       |                        |
| 10 | 10           | "Arco-íris"                  | 2 de dezembro de 2023 | 8 de dezembro de 2023  |
| Os detetives olham para cima, veem um lindo arco-íris que cruza o céu e ele some de repente. Eles investigam o que fazer para trazê-lo de volta.                                          |              |                              |                       |                        |
| 11 | 11           | "Mapa do Tesouro"            | 2 de dezembro de 2023 | 11 de dezembro de 2023 |
| Em uma brincadeira de piratas, Flor enterra sua pulseira na caixa de areia, mas a arqueóloga Brisa a encontra primeiro. Os detetives piratas buscam recuperar o seu tesouro.              |              |                              |                       |                        |
| 12 | 12           | "Mistério do Dente"          | 2 de dezembro de 2023 | 11 de dezembro de 2023 |
| O dente de leite do Zeca caiu e ele não sabe onde foi parar. Zeca precisa dele para a Fada do Dente aparecer de noite. Os detetives colocam suas capas para solucionar esse mistério.     |              |                              |                       |                        |
| 13 | 13           | "Cadê o Prédio?"             | 2 de dezembro de 2023 | 12 de dezembro de 2023 |
| Os detetives estão jogando basquete, quando a cesta e o pátio somem de repente. Eles descobrem que o Prédio está ficando invisível e decidem investigar o fenômeno.                       |              |                              |                       |                        |
| 14 | 14           | "Cadê as Amoras"             | 2 de dezembro de 2023 | 12 de dezembro de 2023 |
| Os detetives estão montando um piquenique no jardim, quando, de repente, as amoras do bolo desaparecem. Eles vestem as capas e investigam quem pegou as frutinhas.                        |              |                              |                       |                        |
| 15 | 15           | "Tá Frio, Tá Calor"          | 2 de dezembro de 2023 | 13 de dezembro de 2023 |
| Os detetives estão brincando e, de repente, tudo fica gelado. Quando colocam os casacos, morrem de calor. Eles descobrem que o Prédio Azul está com febre.                                |              |                              |                       |                        |
| 16 | 16           | "Ovo Misterioso"             | 2 de dezembro de 2023 | 13 de dezembro de 2023 |
| Flor encontra um ovo pequeno no jardim, mas ele está sozinho e começando a rachar. Os detetives partem para uma investigação em busca da família dele antes que seja tarde demais.        |              |                              |                       |                        |
| 17 | 17           | "Dia do Prédio Azul"         | 2 de dezembro de 2023 | 14 de dezembro de 2023 |
| Os detetives estão brincando, quando o Prédio Azul pergunta se há algo de especial no dia de hoje. Sem saber responder, o trio convoca Brisa e Berenice para tentarem descobrir.          |              |                              |                       |                        |
| 18 | 18           | "Festa das Bruxas"           | 2 de dezembro de 2023 | 14 de dezembro de 2023 |
| Berê e Brisa estão dando uma festa das bruxas, mas os detetives não podem entrar sem convites. Eles não sabem onde foram parar os convites que as bruxas enviaram pelo correio.           |              |                              |                       |                        |
| 19 | 19           | "Arqueólogos do Prédio Azul" | 2 de dezembro de 2023 | 15 de dezembro de 2023 |
| Depois de quebrar um vaso jogando bola, os detetives encontram uma antiguidade valiosa. Eles exploram o prédio para conferir se há outras coisas valiosas escondidas e enterradas por lá. |              |                              |                       |                        |
| 20 | 20           | "Uma Flor para Flor"         | 2 de dezembro de 2023 | 15 de dezembro de 2023 |
| Flor já tentou de tudo para fazer sua florzinha crescer, mas nada funciona. Os detetives investigam o que podem fazer para que ela floresça.                                              |              |                              |                       |                        |
| 21 | 21           | "Melhor Brinquedo do Mundo"  | 2 de dezembro de 2023 | 18 de dezembro de 2023 |
| Enquanto brincam no pátio, os detetives encontram um balde de pregadores, mas não sabem para o que servem. O trio começa a investigar e descobre o melhor brinquedo do mundo.             |              |                              |                       |                        |
| 22 | 22           | "Explosão de Sabores"        | 2 de dezembro de 2023 | 18 de dezembro de 2023 |
| Depois de um estrondo assustador, os detetives descobrem que o barulho veio da barriga do Max. Junto com Brisa e Berenice, eles resolvem dar um jeito na fome do Max com muita música.    |              |                              |                       |                        |
| 23 | 23           | "Dançar É Pura Magia"        | 2 de dezembro de 2023 | 19 de dezembro de 2023 |
| Brisa e Berenice fazem feitiços de teletransporte. A partir dos sons dessa magia, os detetives decidem brincar com muita música e muita dança ao lado das bruxinhas.                      |              |                              |                       |                        |
| 24 | 24           | "Cantinhos do Prédio Azul"   | 2 de dezembro de 2023 | 19 de dezembro de 2023 |
| Flor está desenhando um mapa do prédio azul e surge a dúvida se as crianças conhecem mesmo todos os lugares do prédio. Os detetives investigam com muita música e muita dança.            |              |                              |                       |                        |
| 25 | 25           | "Cada um com Seu Jeitinho"   | 2 de dezembro de 2023 | 20 de dezembro de 2023 |
| Os detetives e as bruxinhas estão no pátio, quando o Prédio anuncia que está na hora de cada um fazer suas atividades. As crianças comentam sobre as diferenças na vida de cada um.       |              |                              |                       |                        |
| 26 | 26           | "Eu Sou D.P.A."              | 2 de dezembro de 2023 | 20 de dezembro de 2023 |
| Os detetives estão todos investigando a portaria com suas lupas, cada um em um canto, muito concentrados. Com muita música e dança, eles cantam sobre a importância de ser um D.P.A.      |              |                              |                       |                        |